# Vesterbygden
Vesterbygden var en af de to bygder som nordboerne grundlagde i Grønland i vikingetiden. Den dækker næsten hele den tidligere Nuuk Kommune. Sagaer m.m. giver os 90 gårde, de fleste med navne, over 80 ruiner er kendt. Som kortet viser lå gårdene langt inde i fjordene, hvor klimaet er mere tørt og varmt end ved havet.